# Oxytate isolata
Oxytate isolata là một loài nhện trong họ Thomisidae.
Loài này thuộc chi Oxytate. Oxytate isolata được Henry Roughton Hogg miêu tả năm 1914.